# Lan Anh Hoàng hậu
Lan Anh hoàng hậu (chữ Hán: 蘭英皇后), không rõ năm sinh năm mất, là một hoàng hậu nhà Lý trong lịch sử Việt Nam. Bà là vợ của Lý Nhân Tông.

## Tiểu sử
Tiểu sử của Lan Anh hoàng hậu hoàn toàn mù mờ. Vì bà chỉ được nhắc đến trong sự kiện lập Hậu của Lý Nhân Tông, bên cạnh bà còn có Khâm Thiên hoàng hậu và Chấn Bảo hoàng hậu. Cả ba bà đều được lập làm hoàng hậu năm Hội Tường Đại Khánh thứ 6 (1115), nhưng đều không có con với Nhân Tông.
Nguyên văn: "Ất Mùi, Hội Tường Đại Khánh năm thứ 6 [1115], (Tống Chính Hòa năm thứ 5). Mùa xuân, tháng giêng, phong ba Hoàng hậu là Lan Anh, Khâm Thiên, Chấn Bảo và 36 cung nhân, Bấy giờ vua không có con trai, cho nên lập nhiều hoàng hậu và cung nhân, làm đàn chạy để cầu tự".